# 福斯科 (北卡羅萊納州)
福斯科（英語：Foscoe）是位於美國北卡羅萊納州沃托加縣的普查規定居民點。

## 人口
根據2020年美國人口普查的數據，福斯科的面積為15.00平方千米，當中陸地面積為14.98平方千米，而水域面積為0.02平方千米。當地共有人口1457人，而人口密度為每平方千米97.13人。